# Jacob Sturm von Sturmeck
Jacob (även stavat Jakob eller Jacques) Sturm (von Sturmeck), född den 10 augusti 1489 i Strassburg, död den 30 oktober 1553, var en tysk statsman. Han var den tyska reformationens främste politiker.

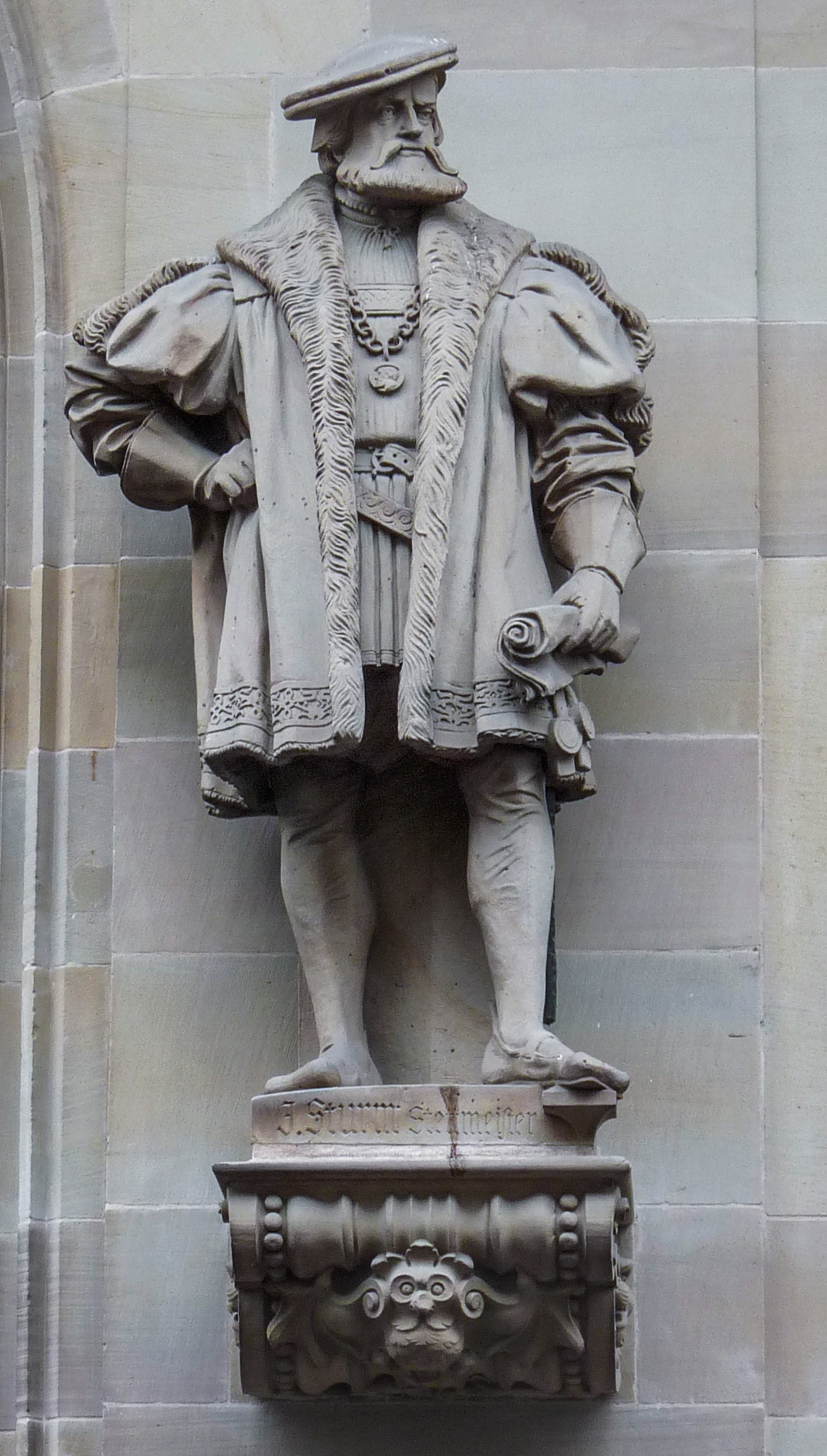
Staty av Sturm i Strasbourg, skapad 1902 av Alfred Marzolff.

Sturm, som tillhörde en gammal strassburgsk adelsfamilj, hade genom Wimpfeling blivit humanist, var en tid präst i Strassburg, men övergick 1524 till den administrativa banan och inträdde i Strassburgs magistrat. Han fick där den ena förtroendeposten efter den andra och blev snart själen i den fria riksstadens regering och den lutherska reformationens fastaste stöd. I lika hög grad som den berömde Johannes Sturm (de tillhörde olika släkter) befordrade han undervisningsväsendet i Strassburg och det 1538 inrättade gymnasiet. Han samarbetade troget med Bucer och påverkade Jean Calvin under dennes vistelse i Strassburg. Genom sin toleranta religionspolitik gjorde han och Bucer Strassburg till en samlingsplats för nästan alla tidens religiösa rörelser och till protestantismens bredvid Wittenberg främsta centrum i Europa, lutherdomens utpost mot väster. Största inflytandet fick Sturm i den europeiska politiken, därigenom att han vid nästan alla möten (inalles 91 gånger!) var sin stads representant, allt ifrån Speier 1526 till de svåra förhandlingarna efter Karl V:s seger över Schmalkaldiska förbundet. Hjalmar Holmquist skriver i Nordisk Familjebok]: "Vid Marburg 1529, Augsburg 1530 m. fl. st. visade sig S. som tidens vidsyntaste, klokaste och mest osjälfviske politiker."